# Ingegerd Beskow

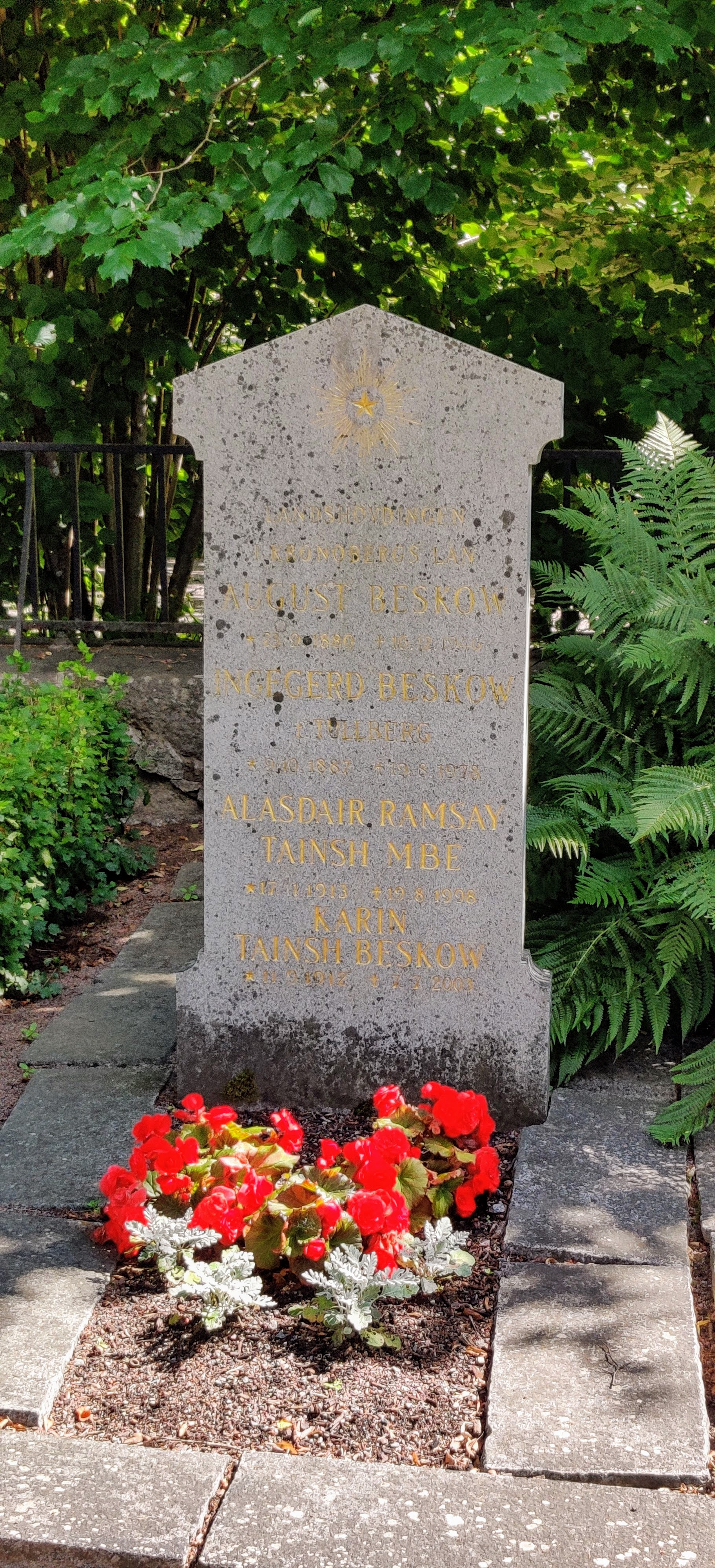
Gravvård för Ingegerd Beskow på Uppsala gamla kyrkogård.

Ingegerd Fanny Karin Sofia Beskow, född Tullberg den 9 oktober 1887 i Uppsala, död den 19 augusti 1978 i Oscars församling, Stockholm, var en svensk konstnär.
Ingegerd Beskow studerade 1907–1909 för Carl Wilhelmson vid Valands konstskola i Göteborg och sedan i Paris för bland andra Henri Matisse. Hon målade ofta landskap, gärna med motiv från Stockholm, Uppsala, Skåne, Växjö och Västkusten. Färgerna är dämpade och svala. Beskow är representerad vid Kalmar konstmuseum och Smålands museum i Växjö.
Ingegerd Beskow var dotter till professor Tycho Tullberg och Fanny Hägglöf. Hon gifte sig 1911 med blivande landshövdingen August Beskow. De var föräldrar till hovrättsrådet Einar Beskow. Makarna Beskow är gravsatta i hennes familjegrav på Uppsala gamla kyrkogård.

### Fotnoter
1. 1 2 3 4  Sveriges dödbok, läst: 11 augusti 2019.[källa från Wikidata]
2. ↑  Andreas Beyer & Bénédicte Savoy (red.), Artists of the World Online, K.G. Saur Verlag och Walter de Gruyter, 2009, 10.1515/AKL, Artists of the World konstnärs-ID: 10122375.[källa från Wikidata]
3. 1 2  Tullberg, Ingegärd Fanny Karin Sofia, f. 1887 i Uppsala Uppsala län, Folkräkningar (Sveriges befolkning) 1930, Riksarkivet, läs onlineläs online, läst: 5 augusti 2020.[källa från Wikidata]
4. ↑  Svenskagravar.se, läs online, läst: 28 maj 2019.[källa från Wikidata]
5. ↑  Ingegerd Beskow 1887–1978.Konstnär., Svenska kyrkan, läs online, läst: 28 maj 2019.[källa från Wikidata]
6. ↑  Svenskagravar.se, läs online, läst: 24 december 2024.[källa från Wikidata]
7. ↑  ”Kalmar konstmuseum”. Arkiverad från originalet den 1 december 2017. https://web.archive.org/web/20171201182008/http://konstdatabas.designarkivet.se/index.php/Detail/Object/Show/object_id/371. Läst 1 december 2017.